# Blaukissen
Die Blaukissen (Aubrieta), auch Aubrietien genannt, sind eine Pflanzengattung in der Familie der Kreuzblütler (Brassicaceae oder Cruciferae). Das Verbreitungsgebiet der etwa 15 Arten umfassenden Gattung liegt im Mittelmeerraum und in Vorderasien. Sorten mehrerer Arten und Hybriden werden als Zierpflanzen für Steingärten verwendet.

## Beschreibung
Die Blaukissen sind niedrigwüchsige, ausdauernde krautige Pflanzen, die oft Polster oder Teppiche bilden. Stängel und Blätter sind meist von einfachen und sternförmigen oder gegabelten Haaren besetzt, selten auch kahl. Ihre wechselständigen Laubblätter sind linealisch bis spatelig, ungeteilt und ganzrandig oder grob gezähnt.
Die zwittrigen Blüten sind vierzählig. Sie besitzen ausgesackte innere und normale äußere Kelchblätter. Die Kronblätter sind rosa bis violett, selten fast weiß. Die äußeren, kürzeren Staubblätter besitzen schmal geflügelte Staubfäden und ein zahnartiges Anhängsel. Der Griffel ist von der Frucht abgesetzt und bleibend. Die Narbe ist kopfig.

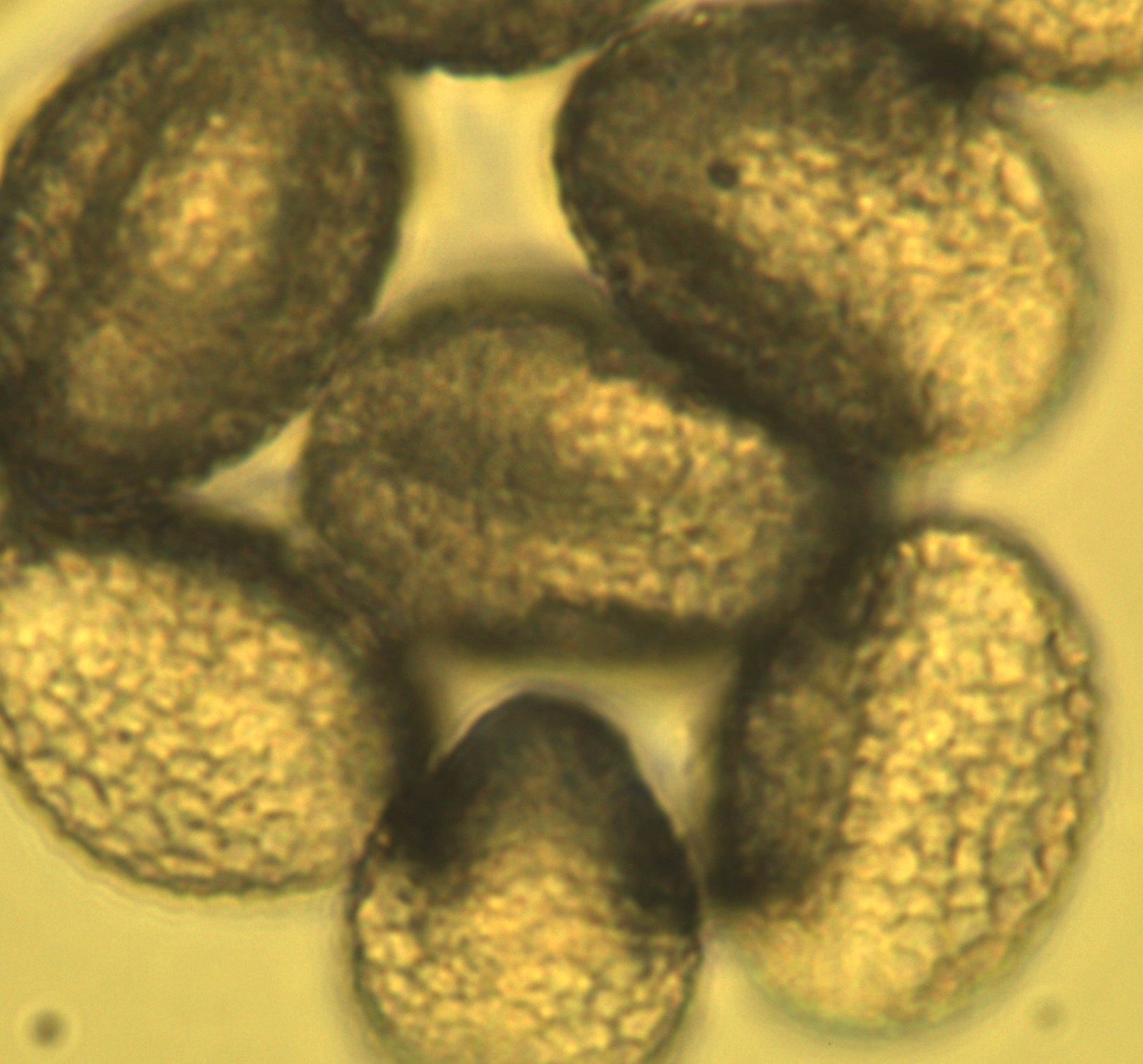
Pollen des Blaukissens (400×) in Glycerin

Die Fruchtknoten entwickeln sich zu ungestielten, linealischen Schoten oder eiförmigen bis kugeligen Schötchen, ihre Fruchtklappen sind oft schwach zusammengedrückt und besitzen einen Mittelnerv. Die zahlreichen Samen sitzen in je zwei Reihen, sind flach und ungeflügelt.
Die Chromosomengrundzahl beträgt x = 8.

## Systematik und Verbreitung

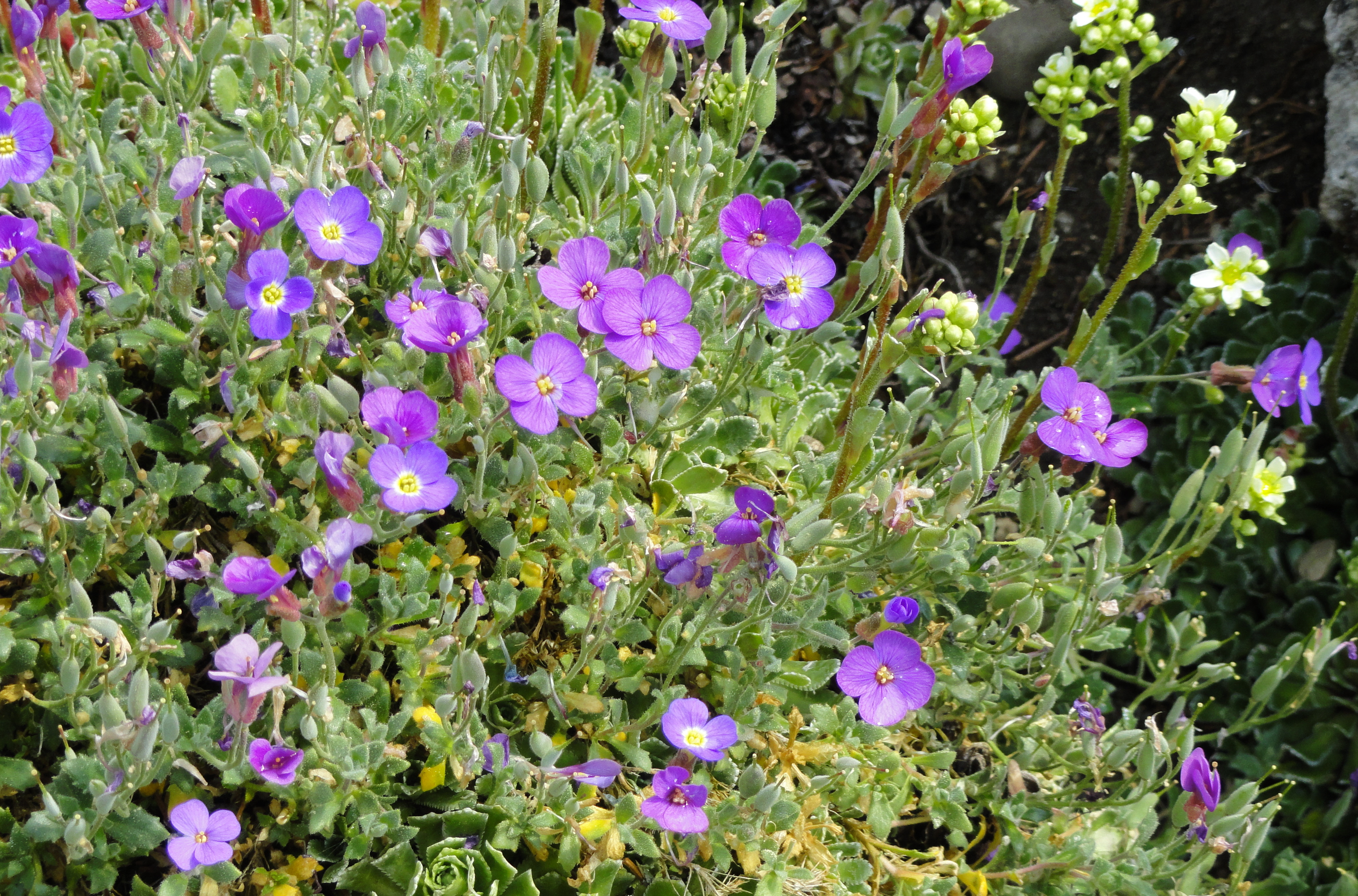
Aubrieta canescens

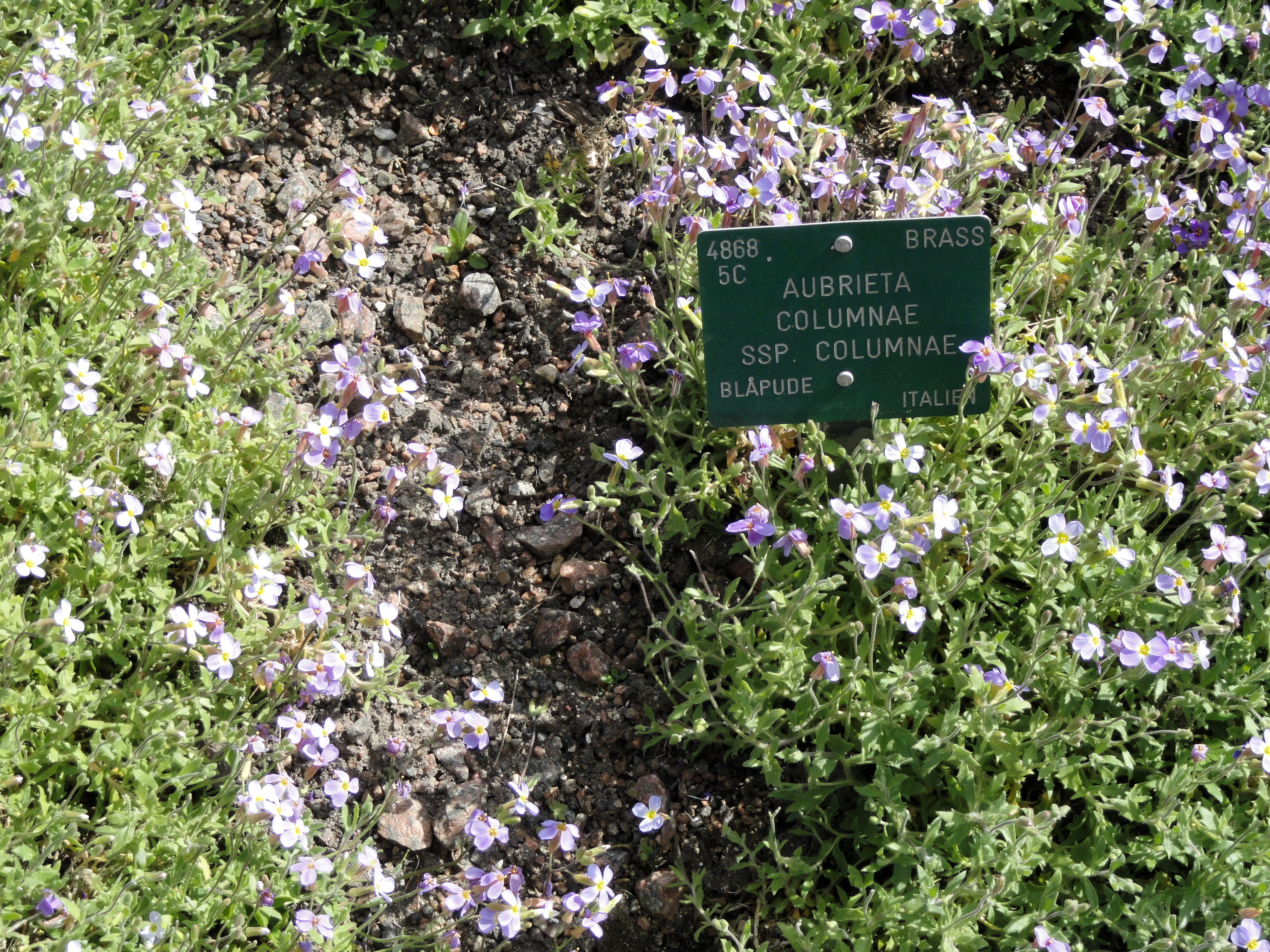
Aubrieta columnae subsp. columnae

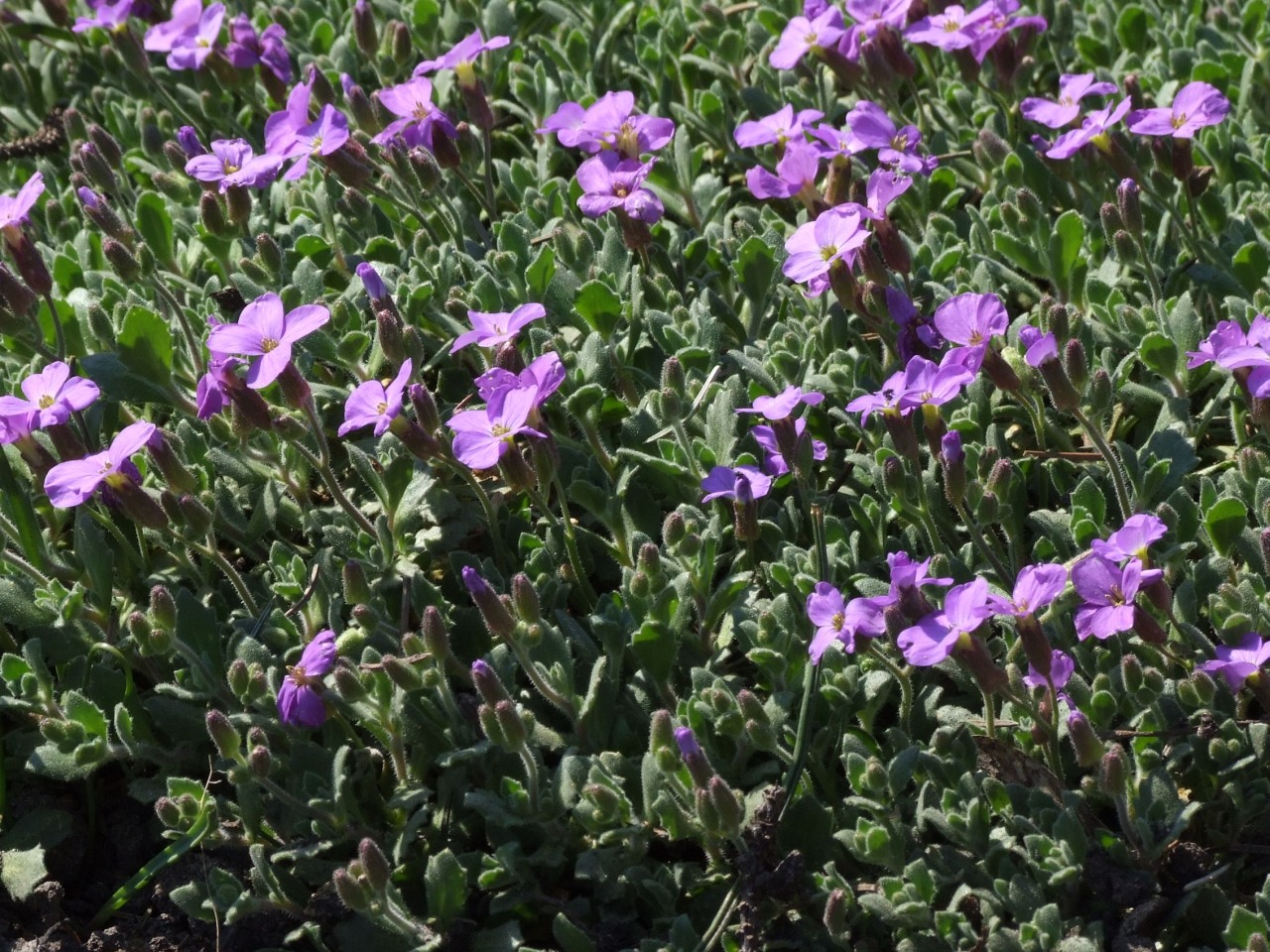
Aubrieta libanotica

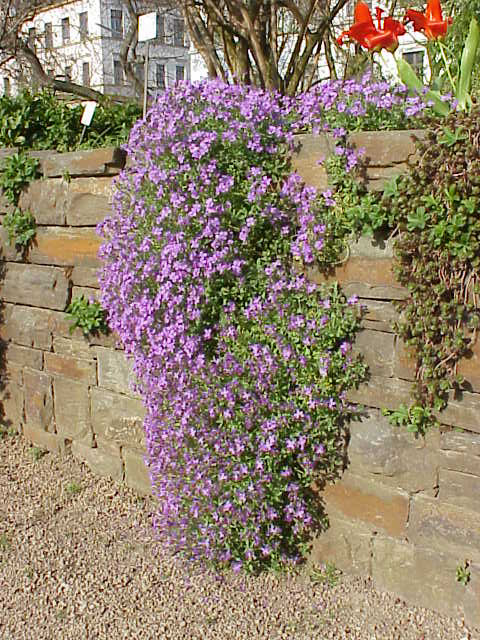
Garten-Blaukissen (Aubrieta ×cultorum) als Steingartenpflanze

Die Gattung Aubrieta wurde 1763 durch den französischen Botaniker Michel Adanson aufgestellt. Mit dem Gattungsnamen Aubrieta setzte er dem Pflanzenmaler Claude Aubriet (1665–1742) ein Andenken. Typusart der Gattung ist Aubrieta deltoidea (L.) DC.
Die Gattung der Blaukissen (Aubrieta) wird zusammen mit der Gattung Felsenblümchen (Draba) und einigen Vertretern der ehemaligen Großgattung Gänsekressen (Arabis) in die Tribus Arabideae gestellt.
Die Gattung Aubrieta ist in den Mittelmeerländern von Südfrankreich über Italien, den Balkan und Griechenland bis zur Türkei und in den Iran verbreitet. Einige Arten sind als „Gartenflüchtlinge“ in warmgemäßigten Gebieten gelegentlich verwildert.
Nach gegenwärtigem Kenntnisstand besteht die Gattung Aubrieta aus 14 Arten. Andere Bearbeiter unterscheiden zwischen 12 und 20 Arten.
- Aubrieta anamasica Peşmen & Güner: Sie kommt in der Türkei vor.[4]
- Aubrieta canescens (Boiss.) Bornm.: Sie kommt von der Türkei bis Syrien vor.[4] Es gibt zwei Unterarten:
  - Aubrieta canescens (Boiss.) Bornm. subsp. canescens
  - Aubrieta canescens subsp. cilicica (Boiss.) Cullen
- Sternhaariges Blaukissen (Aubrieta columnae Guss.): Es gibt fünf Unterarten[4]:
  - Aubrieta columnae Guss. subsp. columnae: Sie ist ein Endemit im Apennin.
  - Aubrieta columnae subsp. bulgarica Ančev: Sie wurde 2007 aus Bulgarien erstbeschrieben.[4]
  - Aubrieta columnae subsp. croatica (Schott, Nyman & Kotschy) Mattf. (Syn.: Aubrieta croatica Schott, Nyman & Kotschy): Sie kommt auf der Balkanhalbinsel und in Rumänien vor.
  - Aubrieta columnae subsp. italica (Boiss.) Mattf.: Sie ist ein Endemit am Monte Gargano in Italien.
  - Aubrieta columnae subsp. pirinica Assenov: Sie kommt nur im südlichen Bulgarien vor.[4]
- Griechisches Blaukissen (Aubrieta deltoidea (L.) DC.): Sie kommt in Sizilien, auf der Balkanhalbinsel, auf Kreta, in der Ägäis und in Armenien vor.[4]
- Aubrieta erubescens Griseb.: Sie ist ein Endemit des Athos im nördlichen Griechenland.
- Aubrieta gracilis Spruner ex Boiss.: Es gibt drei Unterarten:
  - Aubrieta gracilis subsp. glabrescens (Turrill) Akeroyd (Syn.: Aubrieta glabrescens Turrill): Sie ist ein Endemit im nordwestlichen Griechenland.
  - Aubrieta gracilis Boiss. subsp. gracilis: Sie kommt in Griechenland vor.
  - Aubrieta gracilis subsp. scardica (Wettst.) Phitos (Syn.: Aubrieta scardica (Wettst.) Gustavsson): Sie kommt in Bulgarien, Mazedonien, in Albanien und Griechenland vor.[4]
- Aubrieta libanotica Boiss.: Sie kommt von der Türkei bis ins Gebiet von Syrien und Libanon vor.[4]
- Aubrieta olympica Boiss.: Sie kommt in Kleinasien vor.[4]
- Aubrieta parviflora Boiss. (Syn.: Aubrieta kotschyi Boiss. & Hohen.): Sie kommt von der südöstlichen Türkei bis zum Irak und dem nördlichen und nordwestlichen Iran vor.[6][7][5]
- Aubrieta pinardii Boiss.: Sie kommt in Kleinasien vor.[4]
- Aubrieta schweinfurthiana Muschler: Sie kommt auf der Arabischen Halbinsel vor.[5]
- Aubrieta scyria Halácsy: Sie ist eine Endemit der griechischen Insel Skyros.
- Aubrieta thessala Boissieu: Sie ist ein Endemit des Olymp in Griechenland.
- Aubrieta vulcanica Hayek & Siehe: Sie kommt in Kleinasien vor.[4]

## Nutzung
Sorten mehrerer Arten und Hybriden werden als Zierpflanzen für Mauern und Steingärten verwendet.
Unter dem Namen Garten-Blaukissen (Aubrieta ×cultorum) werden verschiedene Cultivare zusammengefasst, die teilweise unter Beteiligung von Aubrieta deltoidea durch Kreuzung entstanden sind.